# Ива ушастая
И́ва уша́стая (лат. Sálix auríta) — кустарниковое растение, вид рода Ива (Salix) семейства Ивовых (Salicaceae).

## Ботаническое описание

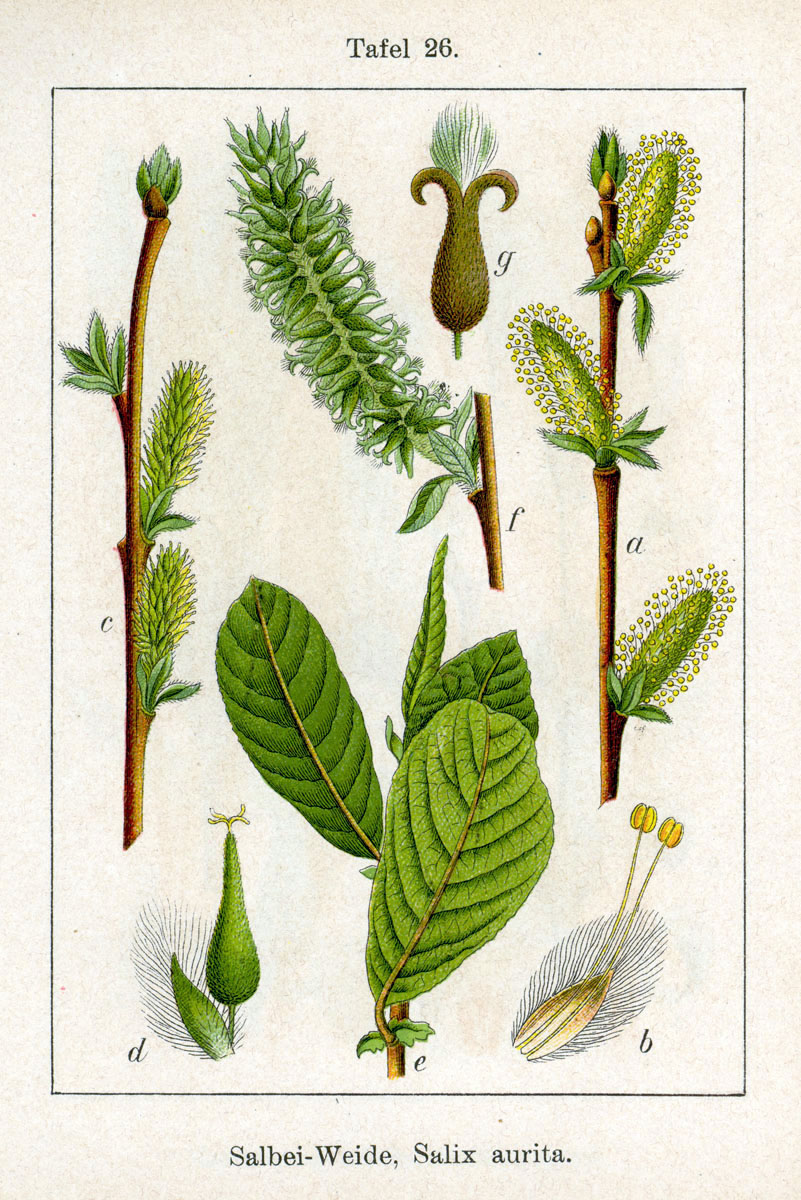

Кустарник высотой 0,5—2 м, сильно ветвящийся. Молодые ветви опушённые, годовалые голые и красновато-бурые, а более старшие ветви приобретают уже тёмную окраску.
Почки мелкие, красноватого цвета, яйцевидной формы, голые. Прилистники серповидные, зубчатые. Листья достигают 0,8—4 см в длину и 0,5—3 см в ширину, наибольшая ширина обычно чуть выше середины листа. Вершина листа обычно складчатая, основание клиновидное, края грубо-мелкозубчатые или волнистые, сверху морщинистые, тускло-зелёного цвета, снизу с густым сероватым пушком и сетью хорошо заметных жилок.
Серёжки развиваются раньше, чем листья, либо одновременно с ними. Мужские серёжки сидячие, короткояйцевидные, длиной 1—2 см. Женские серёжки расположены на короткой ножке, на которые присутствуют листочки, длина 2,5—3 см. Чашечки язычковидной формы, одноцветные, волосистые, светло-бурого цвета, на верхушке более тёмные. Тычинок 2, свободные, волосистые. Пыльники жёлтого цвета, нектарник 1.
Завязь яйцевидно-шиловидной формы, расположена на длинной ножке, туповатая, шелковисто-волосистая. Цветение происходит либо до распускания листьев, либо одновременно с ним.

## Экология и распространение
Ива ушастая произрастает на мезотрофных окраинах болот, в сырых низинах и светлых лесах, а также на разнообразных вторичных местах обитания — возле дорог, насыпей, на вырубках, гарях. Предпочитает кислые и бедные почвы. Распространена в Азиатской части России, в Северной Европе (Финляндия, Норвегия, Исландия, Швеция, Великобритания), Центральной Европе (Австрия, Бельгия, Германия, Венгрия, Польша), Восточной Европе (Беларусь, Эстония, Латвия, Литва, Европейская часть России), Южной Европе (Франция, Испания, Албания, Болгария, Италия, Румыния, страны бывшей Югославии).

## Хозяйственное значение и использование
Медонос и хороший пыльценос . Каждый цветок выделяет до 0,7—0,8 мг нектара даже при неблагоприятной погоде. Продуктивность мёда до 150 кг/га. Цветение продолжается в течение двух недель.
Даёт хороший материал для плетения. Древесина мягкая и непрочная, поэтому не годится в качестве топлива. Человеком не используется, но пригодна для посадок вокруг заболоченных мест.
Кора, побеги, листья часто и охотно поедаются в течение круглого года обыкновенным бобром (Castor fiber). Хорошо поедаются европейским лосём (Alces alces) (зимой — молодые побеги, реже кора; летом — листья и молодые побеги).
Кора содержит 11—15 % таннидов.
Листья содержат 183 мг % аскорбиновой кислоты.

## Классификация

### Таксономия
- Salix aurita L., 1753, Sp. Pl. : 1019

Вид Ива ушастая включается в род Ива (Salix) семейства Ивовые (Salicaceae) порядка Мальпигиецветные (Malpighiales), последовательно входящего в более крупные клады Фабиды → Розиды → Суперрозиды → Эвдикоты → Цветковые растения. Таксономическая схема в соответствии с Системой APG IV по состоянию на июнь 2024 года:
|  |                          |  |                                   |                                   |                  |  | еще 35 семейств | еще 35 семейств |                 |  |  |  | еще 625 подтвержденных видов и 1 028 видов, ожидающих подтверждения |
|  |                          |  |                                   |                                   |                  |  | еще 35 семейств | еще 35 семейств |                 |  |  |  | еще 625 подтвержденных видов и 1 028 видов, ожидающих подтверждения |
|  |                          |  |                                   | порядок Горечавкоцветные          |                  |  |                 |                 | род Ива         |  |  |  |                                                                     |
|  |                          |  |                                   | порядок Горечавкоцветные          |                  |  |                 |                 | род Ива         |  |  |  |                                                                     |
|  | клада Цветковые растения |  |                                   |                                   | семейство Ивовые |  |                 |                 | вид Ива ушастая |  |  |  |                                                                     |
|  | клада Цветковые растения |  |                                   |                                   | семейство Ивовые |  |                 |                 |                 |  |  |  |                                                                     |
|  |                          |  | ещё 63 порядка цветковых растений | ещё 63 порядка цветковых растений |                  |  |                 | еще 55 родов    | еще 55 родов    |  |  |  |                                                                     |
|  |                          |  |                                   | ещё 63 порядка цветковых растений |                  |  |                 |                 | еще 55 родов    |  |  |  |                                                                     |

### Синонимы
- Capraea aurita Opiz
- Salix aurita f. cordifolia Wimm.
- Salix aurita f. rhomboidalis Wimm.
- Salix aurita f. uliginosa (Starke ex Willd.) Wimm.
- Salix cinnamomea Schleich.
- Salix conformis Schleich. ex Ser.
- Salix heterophylla Host
- Salix rugosa Ser.
- Salix uliginosa Willd.
- Salix ulmifolia Vill.

## Галерея
|                                                                              |  |  |  |
| Слева направо: 1 — заросли ивы ушастой; 2 — листья; 3 — почки; 4 — соцветие. |  |  |  |